# Exochus ornatus
Exochus ornatus är en stekelart som beskrevs av Setsuya Momoi och Kanetosi Kusigemati 1970. 
Exochus ornatus ingår i släktet Exochus och familjen brokparasitsteklar. Inga underarter finns listade i Catalogue of Life.